# Cotillas
Cotillas è un comune spagnolo  situato nella comunità autonoma di Castiglia-La Mancia.

## Geografia fisica
Il comune è attraversato dal Guadalimar.